# Вашингтон (округ, Арканзас)
Шаблон:StateAbbr_ 36°00′09″ пн. ш. 94°13′38″ зх. д. / 36.0025° пн. ш. 94.227222222222° зх. д.
Округ Вашингтон (англ. Washington County) — округ (графство) у штаті Арканзас, США. Ідентифікатор округу 05143.

## Історія
Округ утворений 1828 року.

## Демографія
За даними перепису
2000 року
загальне населення округу становило 157715 осіб, зокрема міського населення було 109732, а сільського — 47983.
Серед мешканців округу чоловіків було 79011, а жінок — 78704. В окрузі було 60151 домогосподарство, 39483 родин, які мешкали в 64330 будинках.
Середній розмір родини становив 3,07.
Віковий розподіл населення поданий у таблиці:
| Стать    | До 15 років | 15-21 | 22-29 | 30-39 | 40-49 | 50-65 | 65-85 | Понад 85 |
| -------- | ----------- | ----- | ----- | ----- | ----- | ----- | ----- | -------- |
| Чоловіки | 16922       | 10667 | 12273 | 12134 | 10579 | 10044 | 5842  | 550      |
| Жінки    | 16037       | 10182 | 10639 | 11245 | 10768 | 10629 | 7763  | 1441     |

## Виноски
1. ↑  U.S. Decennial Census. United States Census Bureau. Архів оригіналу за 19 липня 2018. Процитовано 27 серпня 2015.
2. ↑  Historical Census Browser. University of Virginia Library. Архів оригіналу за 11 серпня 2012. Процитовано 27 серпня 2015.
3. ↑  Forstall, Richard L., ред. (27 березня 1995). Population of Counties by Decennial Census: 1900 to 1990. United States Census Bureau. Архів оригіналу за 24 вересня 2015. Процитовано 27 серпня 2015.
4. ↑  Census 2000 PHC-T-4. Ranking Tables for Counties: 1990 and 2000 (PDF). United States Census Bureau. 2 квітня 2001. Архів оригіналу (PDF) за 18 грудня 2014. Процитовано 27 серпня 2015.
5. ↑  State & County QuickFacts. United States Census Bureau. Архів оригіналу за 22 липня 2011. Процитовано 19 травня 2014.
6. ↑  American FactFinder. Бюро перепису населення США. Архів оригіналу за 26 лютого 2012. Процитовано 31 січня 2008.

| США | Це незавершена стаття з географії США. Ви можете допомогти проєкту, виправивши або дописавши її. |